# Макмартин, Сьюзан
Сью́зан Хе́лен Макма́ртин (англ. Susan McMartin) — американский сценарист, видеоблогер и колумнист.
Родилась и выросла в Нью-Йорке. Родители бродвейские актёры Джон Макмартин и Синтия Баер. Сестра — актриса Кейтлин Макмартин. Окончила школу искусств Нью-Йоркского университета (курс сценаристов). Ведёт еженедельную колонку Studio City Mom на сайте Studio City Patch. Живёт в Лос-Анджелесе, вместе с сценаристом и продюсером Риком Шварцландером. Имеет дочь Ханну.
Написала книгу «Understanding The Fall» (о ребёнке, чьи родители алкоголики). Гонорар от публикации отдала на восстановление домов на территории США и поддержку ювенальной системы Южной Калифорнии.
Спектакль «Parked», к которому она написала сценарий, стал лауреатом премии Джорджа Голдстоуна.

## Работы в качестве сценариста в кино и на телевидении
- 1993 — Зятёк[англ.] — автор истории
- 1995—1996 — Другой мир — сценарист четырёх эпизодов
- 1999 — Порт Чарльз — сценарист одного эпизода
- 2007 — Californication — сценарист эпизода LOL.
- 2008—2009 — Холостяк Гарри[англ.] — сценарист двух эпизодов
- 2011—2012 — Два с половиной человека — сценарист двух эпизодов
- 2016 — Мистер Чёрч — сценарист фильма, Эдди Мерфи и Бриттани Робертсон в главной роли
- 2016 — Blonde Moment — сценарист фильма
- 2019 — После — сценарист фильма

## Награды и номинации
Номинирована на награду Американской гильдии сценаристов